# Matka
Jezero Matka (mak. Езеро Матка) je umjetno jezero u Sjevernoj Makedoniji. To je najstarije umjetno jezero u Makedoniji. Izgrađeno je 1937. godine, pregrađivanjem rijeke Treske u kanjonu Matka (po ovom kanjonu je jezero dobilo i ime). 
Vode jezera se koriste kao akomulacija hidrocentrale, kao i za navodnjavanje zemljišta u okolici.
Kanjon Matka je od 1994. godine proglašen za Spomenik prirode, obuhvaća oko 5 000 hektara, nalazi se 15 km jugozapadno od Skoplja.
Kanjon Matka počinje od sela Zdunje i teče kroz planinsku klisuru oko 30 kilometara do brane hidrocentrale Matka. Između najviše i najniže točke u kanjonu razlika iznosi 1400 metara.  Pretpostavlja se da vode Patiške rijeke, koja ponire kod istoimenog sela, izviru kao vrulje u jezeru Matka. Jezero Matka je poribljeno i često se koristi za sportski ribolov. 
Na obalama Jezera Matka nalaze se manastiri Andreaš i Matka.